# Passiflora hollrungii
Passiflora hollrungii är en passionsblomsväxtart som beskrevs av Karl Moritz Schumann. Passiflora hollrungii ingår i släktet passionsblommor, och familjen passionsblomsväxter. Inga underarter finns listade i Catalogue of Life.